# Kim Đồng

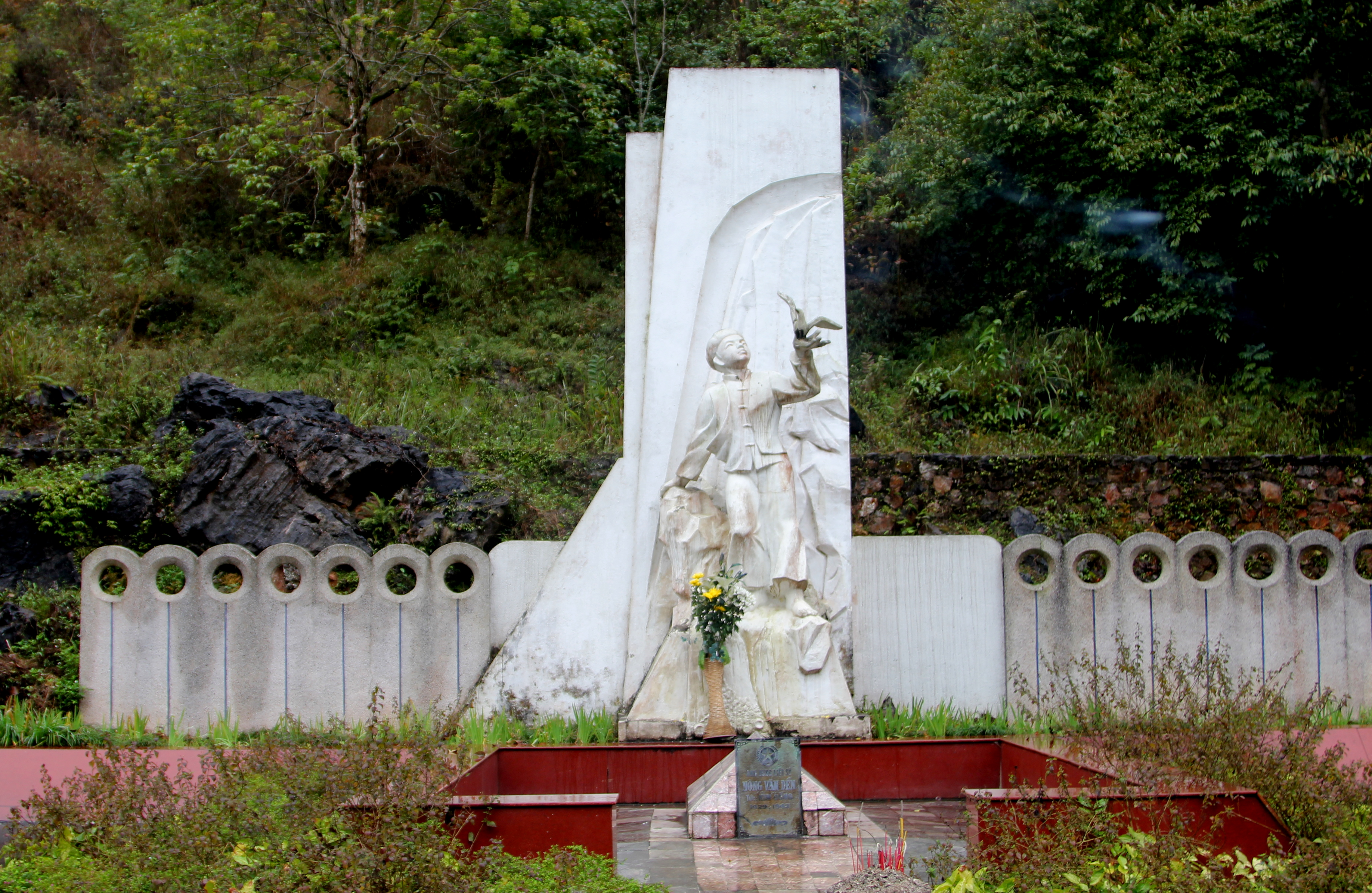
Mộ và tượng đài Kim Đồng tại Khu di tích Anh hùng liệt sĩ Kim Ðồng, tỉnh Cao Bằng.

Kim Đồng (1929 – 15 tháng 2 năm 1943) là bí danh của Nông Văn Dền, một thiếu niên người dân tộc Nùng, ở xóm Nà Mạ, xã Trường Hà, huyện Hà Quảng, tỉnh Cao Bằng.

## Tiểu sử
Kim Đồng, tên thật là Nông Văn Dền (có nơi gọi là Nông Văn Dèn). Dền tiếng Tày – Nùng có nghĩa là tiền. Khi sinh ra Dền, cha mẹ Dền mong muốn đứa con trai của mình sau này sẽ có cuộc sống hạnh phúc, ấm no nên mới đặt tên như vậy.

## Gia đình Kim Đồng
Cha của Kim Đồng là người làng Nà Mạ, tên là Nông Văn Ý. Trong một lần sang quê vợ ở làng Kép Ké (Nà Sác) gặp nạn, chết vì bị giặc bắt và bị bắt làm việc theo ý chúng rồi bị giết.
Mẹ Kim Đồng tên là Lân Thị Hò (1890 - 1972), quê làng Kép Ké. Bà là một người phụ nữ chăm chỉ, hết lòng vì chồng con, giỏi nghề dệt và làm giấy bản, là hội viên Hội phụ nữ cứu quốc. Sức khỏe bà rất yếu nên từ nhỏ, Kim Đồng đã phải làm nhiều việc của người lớn, điều đó sớm hình thành trong Kim Đồng những tính cách của người lớn như: Quyết đoán, năng động, không ngại khó, dũng cảm,...
Kim Đồng có hai chị gái, một anh trai và một em gái. Chị gái cả tên là Nông Thị Nhằm. Lấy chồng trong làng tên là Lý Văn Kinh thường được gọi là Kinh Xình, nhà anh Kinh Xình là nơi hội họp, đón tiếp, bảo vệ cán bộ cách mạng. Trong ngôi nhà này, ngày 14/2/1943, lãnh đạo chủ chốt Châu uỷ Hà Quảng họp, nhờ hành động dũng cảm của Kim Đồng mà thoát cả lên núi phía sau nhà. Chị gái thứ hai là Nông Thị Lằng cũng lấy chồng trong làng. Anh trai là Nông Văn Tằng (bí danh là Phục Quốc) sớm tham gia cách mạng, là đội viên giải phóng quân, chiến đấu và hy sinh ở Chợ Đồn (Bắc Kạn). Để anh Phục Quốc có điều kiện hoạt động cách mạng, 12 tuổi, Kim Đồng đã thay anh đi làm phu, chặt cây, trồng cỏ ở đồn Sóc Giang. Em gái là Nông Thị Slấn, xinh đẹp, chăm chỉ. Một lần qua suối, không may trượt chân ngã, chết đuối.

## Nguyên nhân hy sinh
Kim Đồng đã cùng đồng đội làm nhiệm vụ giao liên, đưa đón Việt Minh và chuyển thư từ. Trong một lần đi liên lạc, khi cán bộ đang có cuộc họp, anh phát hiện có quân Pháp lợi dụng sương mù để trốn và đang tới nơi cư trú của cán bộ. Kim Đồng đã đánh lạc hướng họ chạy ra để giặc Pháp nổ súng hoặc hét lên, như vậy thì các cán bộ đang họp sẽ biết có giặc và báo cho Việt Minh để Cao Sơn đưa bộ đội về căn cứ được an toàn. Cậu bé Kim Đồng chạy qua suối, quân Pháp theo không kịp liền nổ súng vào anh. Cậu ngã xuống ngay bên bờ suối Lê Nin ở Cao Bằng vào ngày 15 tháng 2 năm 1943 khi cậu vừa mới tròn 14 tuổi. Để tưởng nhớ về anh, có nhà thơ đã miêu tả rằng:
"Anh là anh Kim Đồng
Người anh hùng tuổi nhỏ
Đã anh dũng hy sinh
Vì quê hương đất nước
Nhưng Kim Đồng sống mãi
Nêu gương sáng muôn đời
Cho tuổi thơ Việt Nam
Luôn chăm ngoan, học tốt!".

## Bài hát
Nhạc sĩ Phong Nhã đã sáng tác bài hát Kim Đồng vào năm 1945 để ca ngợi những chiến công của anh. Bài hát đã được chọn trong danh sách 50 bài hát hay nhất thế kỷ XX.
''Hờn căm bao lũ tham tàn phát xít
Dấn bước ra đi Kim Đồng lên chiến khu
Kim Đồng quê hương Việt Bắc xa mù
Kim Đồng thay cha rửa mối quốc thù...''

## Danh hiệu
Tháng 7 năm 1997, Kim Đồng được truy tặng danh hiệu Anh hùng lực lượng vũ trang.